# Yngel

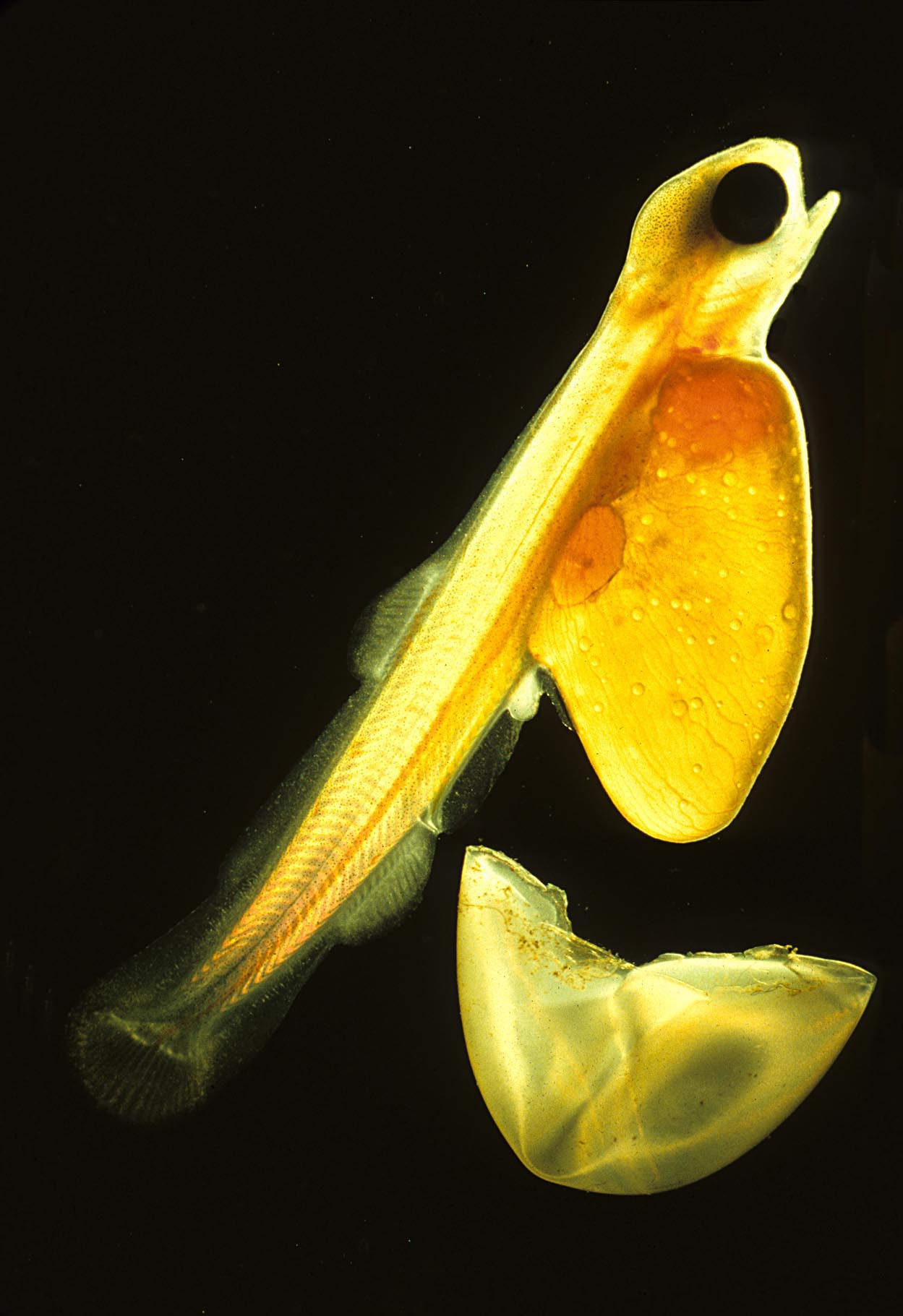
Yngel av lax

Yngel är ett stadium i vissa djurs livscykel, till exempel hos groddjur och fiskar, som följer efter kläckningen av ägget och föregår individens utveckling av vuxna karaktärer.